# The Dogs D'Amour
I Dogs D'Amour sono una band Sleaze rock formata nel 1983 in Inghilterra.

## Stile del gruppo
I Dogs D'Amour fanno un Sleaze metal debitore sia del rock blues dei Rolling Stones sia del punk glam rock degli Hanoi rocks, da segnalare la chitarra slide suonata da Jo Dog che contraddistingue i Dogs D'amour da tutti i gruppi Sleaze

## Storia del gruppo

### Origini
Il cantante e chitarrista inglese Tyla (vero nome Timpthy Taylor) nel 1982 forma i The Bordello Boys nel 1982 a Londra, assieme al cantante americano Ned Christie, e agli inglesi Nick Halls (chitarra), Karl Watson (basso) e Bam (batteria). Presto il nome del gruppo viene modificato in The Dogs D'Amour.
Dopo una cinquantina di concerti la casa discografica Kumibeat Records propone loro un contratto.
Poco prima di registrare il disco (ultimi mesi del 1983) Ned Christie e Bam, che insieme suonano parallelamente in un'altra band chiamata On The Wire, e Nick Halls lasciano i Dogs D'amour.
Tyla, restato l'unico cantante della band, e Karl Watson chiamano allora Paul Hornby (all'epoca batterista dei Quireboys) e Dave Kusworth alla chitarra.
Con questa formazione viene inciso, nel 1984, il disco The State We're In.
Finita la registrazione il gruppo fa da supporto a Johnny Thunders nel 1985.

#### La formazione classica (fine anni '80 - inizio '90)
Intanto Bam (vero nome Maurice Phillip Ross) torna in seno al gruppo in sostituzione di Paul Hornsby; Jo Dog Almeida sostituisce alla chitarra Kusworth; dopo una serie di avvicendamenti Steve James entra come chitarrista del gruppo.
Firmato un contratto con la casa discografica China Records nel 1988 la band pubblica In The Dynamte Jet Saloon. L'anno successivo è la volta del mini lp acustico A Graveyard Of Empty Bottles. Finalmente i Dogs D'amour si fanno conoscere dal pubblico inglese e il mini lp arriva al 16º posto della classifica degli album nel Regno Unito.
Il gruppo va in tour con Mick Roson e Ian Hunter.
Escono in successione gli album Erroll Flynn (1989) e Straight (1990)
Jo Dog Almeida decide di lasciare la band e viene sostituito da Darrell Bath, chitarrista proveniente dai Crybabies.
Col nuovo chitarrista la band registra il disco '... More Unchartered Heights of Disgrace (1993)
Bam lascia nuovamente la band (finirà con i Wildhearts) e Tyla pubblica il suo primo disco solista in cui suonano tutti i membri dei Dogs D'Amour del periodo 1993. La band si scioglie.

##### Anni 2000
Nel 2000 Tyla riforma i Dogs D'Amour con Jo Dog Almeida, Bam e la bassista Share Ross che in precedenza col nome Share Pedersen aveva militato nelle Vixen e che nel frattempo aveva sposato Bam.
Esce quindi l'album Happy Ever After e i Dogs D'Amour vanno in tour con Alice Cooper.
Finito il tour Share Ross e Bam lasciano la band per formare i Bubble.
La band si scioglie nuovamente.
Tyla nel 2004 riforma i Dogs D'Amour chiamando Juli alla batteria, Yella alla voce e Henry Twinch alle tastiere. Ne viene fuori l'album When The Bastards Go To Hell a nome The Dogs D'Amour feat Yella.
L'anno successivo i soli Tyla e Yella pubblicano sotto il nome The Dogs D'Amour il disco Let Sleeping Dogs....
Con una formazione rinnovata nuovamente esce quindi nel 2006 il live Unleshed. Il gruppo è ora composto da Tyla, Yella, Tom Spencer (chitarra), Rich Jones (chitarra), Simon Hanson (batteria) Stanbo (vero nome Mark Stanbway-tastiere).
Il gruppo si riscioglie per l'ennesima volta.
Nel 2013 la line-up classica (quella anni '90) dei Dogs D'Amour si rimette insieme per alcuni concerti in Inghilterra e Spagna, per raccogliere fondi da destinare a Paul Hornsby, loro primo batterista, ammalatosi di cancro. Hornsby morirà nel 2015.
Nel 2017 esce l'album Swingin' The Bottles: The BBC Radio Sessions contenente vecchie registrazioni dal vivo del gruppo effettuate negli anni '90.
Il 16 novembre 2018 Tyla fa uscire a nome Tyla Dogs D'amour l'album In Vino Veritas. Oltre a Tyla suonano in questo disco Gary Pennick alla chitarra, Matty James Cassidy al basso e Simon Hanson alla batteria.

## Formazione

### Ultima
- Tyla - voce, basso, chitarra
- Gary Pennick - chitarra
- Matty James Cassidy - basso
- Simon Hanson - batteria

### Ex componenti
- Ned Christie - voce
- Nick Halls - chitarra
- Karl Watson - basso
- Bam Bam - batteria
- Dave Kusworth - chitarra
- Paul Hornby - batteria
- Jo Dog - chitarra
- Mark Drax - basso
- Mark Duncan - basso
- Dave Tregunna - basso (1985-1986)
- Steve James - basso
- Darrell Bath - chitarra
- Share Pedersen - basso, tastiere
- Tom Spencer -Chitarra
- Yella - voce
- Rich Jones - chitarra

## Discografia
Album in studio
- 1984 - The State We're In
- 1988 - In the Dynamite Jet Saloon
- 1989 - A Graveyard of Empty Bottles
- 1989 - Errol Flynn (King of the Thieves negli Stati Uniti)
- 1990 - Straight??!!
- 1993 - More Unchartered Heights of Disgrace
- 2000 - Happy Ever After
- 2003 - Seconds
- 2004 - When Bastards Go to Hell (uscito sotto il  nome The Dogs D'amour feat Yella)
- 2005 - Let Sleeping Dogs...
- 2006 - Unleshed (dal vivo)
- 2017 - Swingin' The Bottles: The BBC Radio Sessions (dal vivo)
- 2018 - In Vino Veritas (uscito sotto nome Tyla Dogs D'amour)

Compilation
- 1988 - (Un)authorized Bootleg Album
- 1991 - Dogs Hits & Bootleg Album
- 1997 - Skeletons: The Best Of...
- 2004 - Heart Shaped Skulls (best of '88-'93)

Singoli
- How Do You Fall In Love Again?
- How Comes It Never Rains
- Kid From Kensington
- I Don't Want You To Go
- Satellite Kid
- Trail Of Tears
- Victims Of Success
- Back On The Juice
- Empty World
- All Or Nothing
- Pretty Pretty Once